# Suicidio en los Estados Unidos
El suicidio es la décima causa de muerte en los Estados Unidos. En 2009, el número total de muertes por suicidio fue de 36.909. Fue la séptima causa principal de muerte entre los hombres, y la sexta causa de muerte en las mujeres. El suicidio fue la tercera causa de muerte en personas jóvenes de 15 a 24 años. En 2008, se observó que las tasas de suicidio en los Estados Unidos, sobre todo entre las mujeres blancas de mediana edad, habían aumentado, aunque las causas no estaban claras. El gobierno busca prevenir los suicidios a través de su Estrategia Nacional para la Prevención del Suicidio, un esfuerzo de colaboración de Abuso de Sustancias y Servicios de Salud Mental, Centros para el Control y Prevención de Enfermedades, los Institutos Nacionales de Salud, Recursos de Salud y Administración de Servicios, y Servicio Indígena de Salud. Su plan consiste en 11 objetivos orientados a la prevención de suicidios. Las personas de edad avanzada son las más propensas a quitarse la vida de forma voluntaria.
Algunas jurisdicciones de Estados Unidos tienen leyes contra el suicidio o en contra de suicidio asistido. En los últimos años, ha habido un mayor interés en replantearse estas leyes.
El suicidio se ha asociado a las difíciles condiciones económicas, incluyendo el desempleo.

## Número de suicidios por grupos de edad y género
| Edad (años) | 5 - 14 | 15 - 22 | 25 - 34 | 35 - 44 | 45 - 54 | 55 - 64 | 65 - 74 | 75+   | Total  |
| ----------- | ------ | ------- | ------- | ------- | ------- | ------- | ------- | ----- | ------ |
| Varones     | 204    | 3,489   | 4,059   | 5,053   | 5,257   | 3,241   | 1,935   | 2,603 | 25,841 |
| Mujeres     | 68     | 713     | 922     | 1,483   | 1,719   | 954     | 403     | 448   | 6,710  |
| Ambos       | 272    | 4,202   | 4,981   | 6,536   | 6,976   | 4,195   | 2,338   | 3,051 | 32,551 |

## Asesinato-suicidio
Ha habido muchos incidentes de alto perfil en los Estados Unidos en la década de 1990 y en las dos primeras décadas del presente siglo, por parte de particulares que llevan a cabo un "suicidio por policía" o que matan a otras personas antes de suicidarse. Ejemplos de ello son la masacre de la Escuela Secundaria de Columbine de 1999, el atentado aéreo de Austin de 2010 y la masacre de la Escuela Primaria de Sandy Hook de 2012.

## Subgrupos

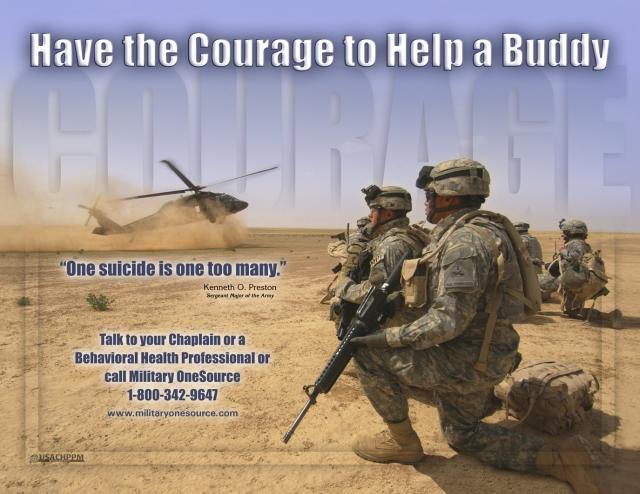
Un póster del ejército de Estados Unidos sobre prevención del suicidio

Un informe del Ejército de EE.UU. en 2009 indica que los veteranos militares tienen el doble de la tasa de suicidios que los no veteranos, y durante la Guerra de Irak (2003-2011) y la Guerra de Afganistán (2001-2021), más soldados en servicio activo murieron por suicidio que en combate. El coronel Carl Castro, director de la investigación médica y operativo militar para el Ejército señaló que "es necesario que haya un cambio cultural en las fuerzas armadas para que la gente se centre más en la salud mental y física".
Las tasas de suicidio de lesbianas, gais, bisexuales, transgénero e queer (LGBTQ) jóvenes y adultos en los EE.UU. son tres veces más altos que los promedios nacionales. De acuerdo con algunos grupos, esto está relacionado con la cultura heterocéntrica y la homofobia institucionalizada en algunos casos, incluyendo el uso de las personas LGBT como una cuestión de cuña política, como en los esfuerzos contemporáneos para detener la legalización de el matrimonio entre personas del mismo sexo. Muchos atribuyen el acoso escolar, incluyendo el ciberacoso, como una causa de los suicidios de los jóvenes LGBTQ. La cantante Lady Gaga ha hablado abiertamente sobre estos temas, y ha cumplido con EE.UU. El presidente Barack Obama para instar a que la intimidación de esta naturaleza se declare un crimen de odio. Fundada en 1998 para abordar el suicidio entre jóvenes LGBT, The Trevor Project ha alistado una variedad de celebridades, incluyendo a Ellen DeGeneres, Daniel Radcliffe, Neil Patrick Harris, James Marsden, Chris Colfer, Kim Kardashian, Darren Criss, Dianna Agron, George Takei, y Anderson Cooper. Utilizan la Semana Nacional de Prevención del Suicidio para lanzar nuevas iniciativas y campañas que utilizan sus partidarios famosos. El proyecto fue fundado por los premio Óscar cineastas ganadores de Trevor, acerca de un chico gay de trece años que intenta suicidarse cuando sus amigos lo rechazan debido a su sexualidad. Los realizadores se dieron cuenta de que algunos de los espectadores del programa podrían estar enfrentandose el mismo tipo de crisis que Trevor, y al no encontrar una línea de ayuda para los jóvenes LGBTQ crearon una. The Trevor Lifeline es la única, la crisis en torno a las veinticuatro horas en todo el país y la prevención del suicidio línea de ayuda para los jóvenes LGBTQ.